# Hyden

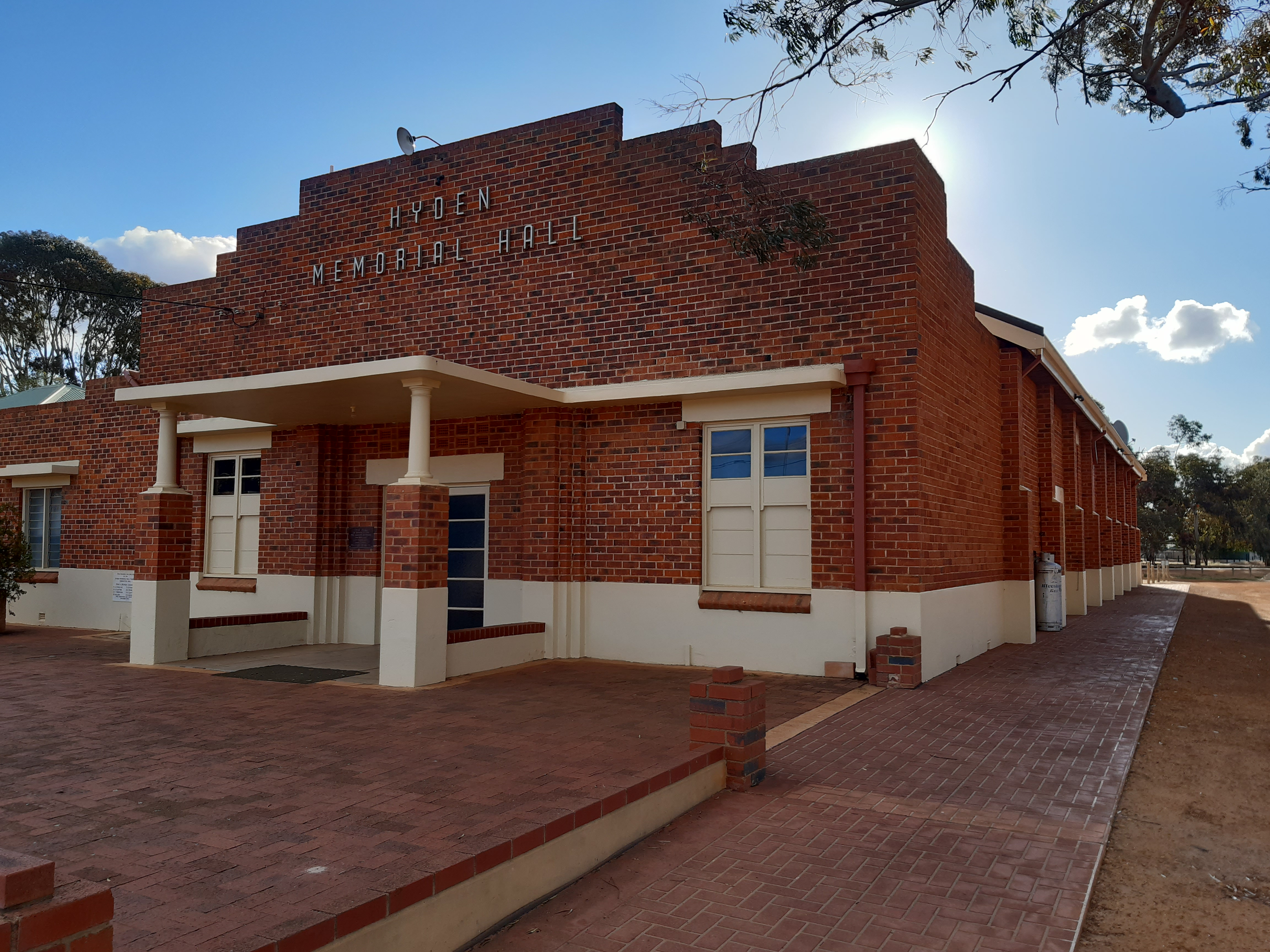
Hyden Memorial Hall, die Gedenkhalle in Hyden

Hyden ist ein Ort circa 340 Kilometer östlich von Perth in Western Australia im Shire of Kondinin mit 377 Einwohnern (2016). Der Ort ist ein beliebtes Touristenziel, insbesondere durch den in der Nähe gelegenen Wave Rock.
Die Gegend um Hyden ist geprägt durch Ackerbau.